# أبو عرب
إبراهيم محمد صالح المعروف بأبو عرب (1931 – 2 مارس 2014) هو شاعر ومنشد الثورة الفلسطينية الكبرى. ولد أبو عرب في قرية الشجرة (الواقعة في منتصف الطريق بين مدينتي الناصرة وطبريا)، طبريا في فلسطين سنة 1931، وهي أيضا قرية رسام الكاريكاتير المغتال في 1987 ناجي العلي.
اكتسب أبو عرب موهبته الشعريّة من جدّه لأمّه الشيخ علي الأحمد أحد وجهاء قرية الشجرة الذي كان يكتب الشعر.
بعد تهجير القرية عام النكبة 1948 لجأ إلى قرية كفر كنا ليبقى قريبًا من والده الذي مكث في المستشفى الإنجليزيّ في الناصرة بعد إصابته بالرصاص في إحدى معارك الشجرة. بعدها بدأت قوات العصابات الصهيونيّة بالتحقيق بوجود شخصيات من الشجرة ولوبية وعرب الصبيح في القرية، بعد مقتل 151 عنصراً من العصابات الصهيونية في معركة لوبية، والتي شارك بها عدد كبير من المقاتلين من القرى المجاورة، من بينها لوبية نفسها والشجرة وعرب الصبيح، أساسا، بالإضافة إلى كفركنا والرينة وسخنين وعرابة والناصرة. فنزح أبو عرب إلى قرية عرابة البطوف ومكث فيها مدة شهرين ليتوجه بعدها إلى لبنان ثم إلى سوريا وتونس ومخيمات الشتات في العالم.
استشهد والده عام 1948 خلال اجتياح الميليشيات الصهيونية لفلسطين، واستشهد ابنه عام 1982 خلال اجتياح الجيش الإسرائيلي للبنان. وشهد في طفولته انطلاقة الثورة الفلسطينية الكبرى عام 1936 ضد الاحتلال البريطاني والاستيطان الصهيوني والتي كرّس لها جدّه أشعاره كافّة للإشادة بالثورة ولتشجيع أفرادها، ولتحريض الشعب ضدّ المحتلّ البريطانيّ.

## مسيرته الفنيّة
امتدّت مسيرة أبو عرب الفنيّة لأكثر من ستّة عقود. كانت أوّل أغنية غنّاها أبو عرب في عام 1956، وكانت مخصّصة للضابط جول جمال الذي فجّر المدمّرة الفرنسية "جان دارك"  في عام 1978، بدأ أبو عرب العمل بشكل مكثّف ومنظّم في إذاعة "صوت فلسطين" بتشجيع من ماجد أبو شرار، عضو اللجنة المركزيّة في حركة فتح آنذاك.
أسّس فرقته الأولى في الأردن سنة 1980 وسُمّيت بـ فرقة فلسطين للتراث الشعبيّ، وشارك فيها 14 فنّانًا. وبعد مقتل الفنان ناجي العلي، وهو أحد أقارب أبوعرب، تغيّر اسم الفرقة إلى فرقة ناجي العلي.

## أغانيه وأثرها
أصبحت أغاني أبو عرب بمثابة أناشيد للثورة الفلسطينيّة، واكتسب لقب "شاعر الثورة". ساهمت أغانيه في غرس بذور الأمل، ورسمت صورة مشرّفة للفلسطينيّ، وخلّدت ذكر الشهيد، وأشادت بصمود الأسير. كان سفيرًا للاجئين وناطقًا بلسان حالهم، رافضًا المساومة على الحقوق والثوابت . غيّر كلمات بعض الأغاني التراثيّة القديمة، مثل "يا ظريف الطول" التي كانت أغنية أعراس، لتتلاءم مع روح الثورة وتتحوّل إلى أنشودة تمجّد الفدائيّ الفلسطينيّ .

## أغاني ألّفها ولّحنها
ألّف ولحّن وغنّى حوالي 300 أغنية وقصيدة خلال مسيرته الفنيّة وترك 28 شريطًا كاسيت، ومن أشهر أغانيه:
- من سجن عكا
- العيد
- الشهيد
- دلعونا
- يا بلادي
- يا موج البحر
- هدي يا بحر هدي
- يا ظريف الطول زور بلادنا
- أغاني العتابا والمواويل
- طور بيدك يا جول الجمال
- يا شايلين النعش

هي أول أغنية غناها أبو عرب عام 1956، حيث كان ناشطًا في صفوف حزب البعث، مغنيًا للشهيد جول جمال الذي فجّر المدمرة الفرنسية «جان دارك» فغرقت قبال السواحل المصرية في يوم 24/10/1956، وجاء في مطلع القصيدة:

## عائلته
خلف أبو عرب خمسة أبناء: محمد، ومعن ، وعرب، مثنّى، ومهند، وستّ بنات: مكارم، وازدهار، وتماضر، ومنال، وريم، ورشا. وقد حرص على تسميتهم بأسماء عربيّة أصيلة. استشهد ابنه معن في عام 1982 خلال الاجتياح الإسرائيليّ للبنان.

## أبو عرب اليوم
زار أبو عرب قريته الشجرة عام 2012 بعد 64 عاماً من المهجر، فتجول فيها وهو مليء بالعواطف الجياشة، وأنشد ارتجالاً للقرية ولعين الماء فيها ولشجرة التوت في داره.

## وفاته
توفي أبو عرب في مدينة حمص في 2 مارس 2014. بعد صراع مع المرض. نعاه الرئيس الفلسطيني محمود عباس واصفًا إياه بـ "شاعر الذاكرة الحيّة للتراث الفلسطينيّ".